# Maria Amália da Áustria (1701–1756)
Maria Amália de Áustria (Viena, 22 de outubro de 1701 - Munique, 11 de outubro de 1756) foi uma filha do imperador José. Casou-se em 1722 com o Eleitor da Baviera Carlos Alberto, que mais tarde se tornaria imperador Carlos VII do Sacro Império Romano-Germânico.

## Casamento e posteridade
Casou em 25 de setembro de 1722 com Carlos Alberto, Eleitor da Baviera, que viria a ser o imperador Carlos VII, filho de  Maximiliano II Emanuel, Eleitor da Baviera. Tiveram sete filhos entre os quais Maximiliano III José, Eleitor da Baviera:
| Nome                                                                                             | Retrato | Nascimento             | Morte                  | Notas                                                                                 |
| ------------------------------------------------------------------------------------------------ | ------- | ---------------------- | ---------------------- | ------------------------------------------------------------------------------------- |
| Maximiliana María Princesa da Baviera                                                            |         | 1723                   | 1723                   | Morreu na infância.                                                                   |
| Maria Antónia Eleitora da Saxónia                                                                |         | 18 de julho de 1724    | 23 de abril de 1780    | Casada em 1747 com seu primo Frederico Cristiano, Eleitor da Saxônia, tiveram filhos. |
| Teresa Benedita                                                                                  |         | 06 de dezembro de 1725 | 29 de março de 1743    | Morreu jovem e solteira.                                                              |
| Maximiliano III Eleitor da Baviera                                                               |         | 28 de março de 1727    | 30 de dezembro de 1777 | Casado em 1747 com seu prima Maria Ana Sofia da Saxónia, não tiveram filhos.          |
| José Luís Príncipe da Saxónia                                                                    |         | 25 de agosto de 1728   | 2 de dezembro de 1733  | Morreu na infância.                                                                   |
| Maria Ana Marquesa de Baden-Baden                                                                |         | 7 de agosto de 1734    | 7 de maio de 1776      | Casada em 1755 com Luís Jorge, Marquês de Baden-Baden, não tiveram filhos.            |
| Maria Josefa Rainha-Consorte da Germânia e Imperatriz-Consorte do Sacro Império Romano-Germânico |         | 30 de março de 1739    | 28 de maio de 1767     | Casada em 1765 com José II do Sacro Império Romano-Germânico, não tiveram filhos.     |